# Amigo, la fin d'un voyage
Pour les articles homonymes, voir Amigo.
Pour plus de détails, voir Fiche technique et Distribution.
Amigo, la fin d'un voyage (Amigo – Bei Ankunft Tod) est un téléfilm allemand réalisé par Lars Becker, diffusé le 11 mars 2011 sur Arte.

## Synopsis
Il y a vingt ans, Amigo Steiger faisait partie d'un groupuscule d'extrême gauche et a participé à l'assassinat du directeur d'une banque. Il a réussi à quitter l'Allemagne et a refait sa vie à Naples, où il est agriculteur. Mais la police criminelle allemande retrouve sa trace. Sur le point d'être interpellé, Amigo tire sur un policier et parvient à s'enfuir. Convaincu d'avoir été dénoncé, il retourne à Hambourg... 

## Fiche technique
- Titre original : Amigo – Bei Ankunft Tod
- Réalisation : Lars Becker
- Scénario : Lars Becker
- Durée : 90 minutes
- Date de diffusion : 11 mars 2011 sur Arte

## Distribution
- Tobias Moretti : Amigo Steiger
- Jürgen Prochnow : Fredo Kovacs
- Florian David Fitz : Jupp Sauerland
- Luca Ward : Renzo Esposito
- Giada Desideri : Carlotta Fortunato
- August Zirner (en) : Alexander Bosch
- Ina Weisse : Maxime Bosch
- Uwe Ochsenknecht : Fritz Declair
- Kostja Ullmann : Rio Bosch